# Роллечек, Наталия
Наталия Роллечек (в замужестве — Роллечек-Коромбель) (пол. Natalia Rolleczek; 16 февраля 1919, Закопане — 8 июля 2019) — польская детская писательница и драматург.

## Биография
Родилась в семье музыканта, рано осталась сиротой. В 1931—1933 годах жила в приюте при женском францисканском монастыре в Закопане. После выхода из приюта поступила в народную школу, а затем получила среднее образование.
Вторую мировую войну провела в Кракове. Участница польского сопротивления в рядах Армии Крайовой, находясь в подполье, вынуждена была переезжать с места на место, менять десятки профессий.
Дружила с Каролем Войтылой. После окончания войны поступила в университет, продолжала одновременно работать.
Похоронена на Раковицком кладбище в Кракове.

## Личная жизнь
Была замужем за экономистом Богумилом Коромбелем. В браке родились два сына: Павел Якуб Коромбель (р. 1952), актёр и переводчик, и Хуберт Коромбель, предприниматель.

## Творчество
Дебютировала, как прозаик в 1945 году. С 1952 года — член Союза польских писателей.
Автор книг для детей и юношества, исторических романов, биографий, пьес.
Автобиографический роман «Деревянные чётки» рассказывает о пребывании в приюте при монастыре в 1964 году был экранизирован. Книга для молодежи «Любимая семья и я» в 1976 году была признана читателями детского журнала «Пломык» самой популярной. В 1980 году Н. Роллечек получила премию премьер-министра Польши за художественное творчество для детей и юношества.

## Избранные произведения
- Mój zięć marksista (драма, 1950)
- W dalekim kraju, w Nowej Zelandii… (пьеса в 3 актах; 1962)
- Cesia, Nasza Księgarnia, Warszawa 1971 (повесть)
- Drewniany różaniec, Iskry, Warszawa 1953 (повесть)
- Oblubienice (1964)
- Idylla: opowiadania, Czytelnik, Warszawa (сборник рассказов, 1959
- Sukces (драма, 1962)
- Gabriel ma skrzydła (драма, 1963)
- Burzyciele (пьеса в 3 актах; 1964)
- Gang panny Teodory, Iskry, Warszawa (1964)
- Lepszy gatunek (пьеса в 3 актах; 1965)
- Przyjaciele, Państwowe Zakłady Wydawnictw Szkolnych, Warszawa 1965
- Zegar minionego czasu (пьеса в 3 актах; 1967)
- Zwariowana noc (пьеса в 3 актах; 1967)
- Rufin z przeceny, Iskry, Warszawa 1971
- Трилогия:
  - Kochana rodzinka i ja, Nasza Księgarnia, Warszawa 1961
  - Rodzina Szkaradków i ja, Nasza Księgarnia, Warszawa 1963
  - Rodzinne kłopoty i ja, Nasza Księgarnia, Warszawa 1966
- Трилогия:
- Kuba znad Morza Emskiego, Nasza Księgarnia, Warszawa 1968
- Wyspa San Flamingo, Nasza Księgarnia, Warszawa 1969
- Choinka z Monte Bello, Nasza Księgarnia, Warszawa 1970
- Urocze wakacje (1972)
- Bogaty książę, Wydawnictwo Literackie, Kraków (повесть, 1974)
- Świetna i najświetniejsza, Nasza Księgarnia, Warszawa 1979
- Selene, córka Kleopatry, Wydawnictwo Literackie, Kraków Wrocław 1983
- Trzy córki króla (повесть, T. 1 — 3; 1987)
- Mały proboszcz z Iwy (1993)
- Zaczarowana plebania (повесть, 1997)